# The Game (албум)
„The Game“ е осмият студиен албум на британската рок група Куийн издаден на 30 юни 1980 г. Това е единственият албум на Куийн, който достига до #1 в САЩ и става най-добре продаваният техен албум в САЩ с четири милиона продадени копия. Известни песни в албума включват „Another One Bites the Dust“ и „Crazy Little Thing Called Love“, и двете песни достига номер 1 в САЩ. The Game е първият албум на Куийн, в който използват синтезатори (един Oberheim OB-X). Работното заглавие на албума е „Play the Game“, но Роджър Тейлър изразява безпокойството си относно евентуалните му нюанси за съответствие, така че просто е променено на „The Game“.
В албума има повече поп/рок звучене от своя предшественик, „Jazz“. Стилът ще бъде увеличен със следващия техен албум „Hot Space“, и бъдещите албуми на Куийн. Със своите 35 минути, „The Game“ е най-краткия студийни албума на Куийн.
Снимката на корицата на EMI на CD-то е различна от тази, първоначално използвана за LP и касета, въпреки че Hollywood CD все още разполага с оригиналната снимка.
„Crazy Little Thing Called Love“, „Sail Away Sweet Sister (To The Sister I Never Had)“, „Coming Soon“ и „Save Me“ са записани от юни до юли 1979 година. Останалите песни се записват между февруари и май 1980 година.

## Списък на песните
Страна А
1. Play the Game (Меркюри) – 3:31
2. Dragon Attack (Мей) – 4:19
3. Another One Bites the Dust (Дийкън) – 3:38
4. Need Your Loving Tonight (Дийкън) – 2:49
5. Crazy Little Thing Called Love (Меркюри/1979) – 2:43

Страна Б
1. Rock It (Prime Jive) (Тейлър) – 4:33
2. Don’t Try Suicide (Меркюри) – 3:53
3. Sail Away Sweet Sister [To the sister I never had] (Мей) – 3:33
4. Coming Soon (Тейлър) – 2:51
5. Save Me (Мей) – 3:49

## Състав
- Фреди Меркюри: водещи и беквокали, пиано, джангъл пиано
- Брайън Мей: китари, беквокали, пиано
- Роджър Тейлър: барабани, перкусия, беквокали,
- Джон Дийкън: бас